# Петко Пенчев
Петко Петров Пенчев с псевдоними Лазар и Klein, известен и с прякора си Терсенето, е български общественик, политик и революционер, член на Централния комитет на Вътрешната македоно-одринска революционна организация.

## Биография
Петко Пенчев е роден на 1 ноември 1882 година във Варна. Завършва гимназия там и се записва студент по право в Софийския университет. Около 1902 година влиза във ВМОРО. При избухването на Илинденско-Преображенското въстание през 1903 година Петко Пенчев е четник на Христо Чернопеев и участва в сраженията на четата в Кочанско. 
След потушаването на въстанието продължава образованието си по право в Женевския университет, Швейцария. Напуска университета и се завръща в България, за да се включи в четата на Пандо Кляшев, но в крайна сметка влиза в Македония с четата на Яне Сандански.
През 1905 година Петко Пенчев е избран за нелегален член на Серския окръжен революционен комитет. Постепенно се разграничава от Сярската група и става близък на Даме Груев, Христо Матов и Иван Гарванов. За тях той казва:
| „ | Това бяха революционери с ясни и здрави схващания за естеството и възможностите на македонското освободително движение, както и да същината на българския национализъм. | “ |

След Рилския конгрес на ВМОРО през септември 1905 година Петко Пенчев открито се противопоставя на Яне Сандански и групата му. В 1906 – 1907 година като нелегален в Щип Петко Пенчев е редактор на хектографските вестници „Революция“ и „Македония“, а през 1907 – 1908 година, заедно с Пейо Яворов и Васил Пасков, редактира вестник „Илинден“. Автор е на книгата „По нашите спорни въпроси", София, 1906 г., в която защитава тезите на десницата в революционната организация.
На Кюстендилския конгрес на ВМОРО през март 1908 година Петко Пенчев е избран за член на Централния комитет на ВМОРО заедно с Павел Христов и Ефрем Чучков и отива в Битолско. Заедно с Павел Христов след Младотурската революция от юли 1908 година разговарят с управляващия солунското търговско агентство Янко Пеев за сътрудничеството на ВМОРО с Младотурския комитет. Пред него заявяват:
| „ | Ний сме били и продължаваме да бъдем българи националисти, защото считаме мнозинството на македонското население за чисто българско и не можем да направим разлика между съдбата на българите, живущи в Княжеството, и ония, живущи в Македония и Одринско. | “ |

Заминава за Женева, където защитава докторат по право.
От 1908 до 1932 година е директор на органа на Демократическата партия вестник „Пряпорец“, като главен редактор му става друг деец на ВМОРО – Васил Пасков. В 1911 – 1912 година пише във вестник „Вардар“.
През Балканската война в 1912 година е доброволец в Македоно-одринското опълчение и действа с чета № 31 – 32 на Стоян Мишев и Георги Гочев в Прилепско.
След Балканската война се отдава на обществена и журналистическа дейност. За кратко председателства и дружеството на столичните журналисти. Избран е за депутат в Народното събрание от Демократическата партия. Редактор е на вестник „Зора“. Директор е на вестник и „Знаме“ (1924 – 1934). Редактор е на „Демократически сговор“ (1923 – 1932). По-късно минава в редовете на „Звено“ и редактира вестник „Изгрев“ (1932 – 1934). Заедно със звенарите Владимир Начев и Иван Харизанов поддържа близки отношения с ръководителя на ВМРО (Протогеровисти) Петър Шанданов.
През 1931 – 1944 година е председател на Дружеството на столичните журналисти. Участва в Деветнадесетомайския преврат и става първият ръководител на ключовата за новия режим Дирекция на обществената обнова. През 1942 година се включва в Отечествения фронт, а през 1944 – 1945 година става председател на Съюза на българските журналисти. Народен представител е в XXI обикновено народно събрание.
Приятелят му журналист Петър Карчев пише за него:
| „ | Много сериозен като ум, безусловно талантлив като журналист, Петко Пенчев в решителни случаи лесно изпадаше в съмнение над политическите си разбирания... Бай Петко Пенчев също беше мнителен човек... | “ |

Негов личен архивен фонд се съхранява в Държавна агенция „Архиви“.